# Llista dels principals llocs de l'antic Egipte
Llista dels principals llocs de l'antic Egipte segons el nom més conegut, generalment en grec. Si no es coneix un nom antic s'indica el nom modern. Els noms en antic egipci són indicats quan són coneguts. Algunes ciutats destacades com Edfú, Luxor, Elkab, Esna i Assuan entren pel seu nom modern més conegut.

## Baix Egipte(Delta)
- Alexandria
  - Biblioteca d'Alexandria
  - Far d'Alexandria
- Athribis (modern Tell Atrib, Egipci antic: Hut-Tahery-Ibt)
- Àvaris (modern Tell al-Dab'a, en egipci antic: Pi-Ramsès)
- Al-Balamun o Tell al-Balamun (egipci antic: Semabehdet o Sma-Behdet, grec: Diòspolis Inferior)
- Al-Baqliya (egipci antic: Bah o Ba'h, grec: Hermòpolis Parva de l'est)
- El Beda (Al-Beda)
- Behbeit el-Hagar (egipci antic: Hebet o Hebyt; grec: Isidis, llatí Isidis Oppidum o Iseum)
- Bilbeis
- Bubastis (modern Tell Basta, egipci antic: Bast)
- Busiris (modern Abusir; en egipci antic: Per Usiri)
- Buto (modern Tell al-Farain, egipci antic: Pe)
- El Caire
  - Maadi
  - Piràmides d'Egipte
    - Gran Piràmide de Guiza (Piràmide de Khufu)
    - Piràmide de Khefren
    - Piràmide de Micerinos (Piràmide de Menkaure)

  - L'esfinx de Guiza
  - Guiza
- Tura
- Heliòpolis (modern Tell-Hisn, egipci antic:Iunu)
- Hermòpolis Parva de l'oest (modern Damanhur, en egipci antic: Metelis i després Tema-en-Hor)
- Imu (modern Kom al-Hisn)
- Iseum (modern Behbeit el-Hagar, antic egipci: Hebyt o Hebet)
- Kafr Hassan Dawood
- Al-Khatana
- Leontòpolis (modern Tell el-Yahudiya i Tell el-Muqdam, antic egipci: Nay-Ta-Hut)
- Letòpolis (modern Ausim o Awsim, egipci antic: Khem)
- Per-Banebdjedet o Mendes (modern Tell al-Rub'a, antic egipci: 'Anpet)
- Memfis
  - Abu Ghurab
  - Abu Rawash
  - Dashur
    - Piràmide encorbada de Snefru
    - Piràmide blanca
    - Piràmide negra
    - Piràmide roja de Snefru

  - Helwan
  - Piràmides de Memfis
  - Mit Rahina
  - Saqqara
    - Piràmide esglaonada
      - Piràmide esglaonada de Djoser

    - Piràmide de Teti
    - Piràmide d'Unas
    - Piràmide d'Userkaf

  - Zawiet al-Arian
- Minshat Abu Omar
- Naucratis (Naukratis) (modern Al-Gieif, Al-Niqrash,Al-Nibeira)
- Pelúsion Tell el-Farama
- Per-Sopdu (nom clàssic Arabia, modern: Saft el-Hinna
- Pithom (modern Tell el-Maskhuta, antic egipci: "Tjeku
- Qantir
- Saft el-Hinna (antic egipci: Per-Sopdu)
- Sais (modern Sa al-Hagar, Antic egipci: Zau)
- Sebenitos (Sebennytos) (modern Samannud, antic egipci: Tjebnutjer)
- Shagamba
- Suwa
- Tanis (modern San al-Hagar, Antic egipci: Djan'net)
- Taposiris Magna (modern Abusir)
- Tell Abqain
- Tell al-Maskhuta (Antic egipci: Tjeku)
- Tell al-Rataba
- Tell Ibrahim Awad
- Tell Nabasha
- Terenuthis (modern Kom Abu Billo)
- Thmuis o Tmuis (modern Tell el-Timai)
- Xois (modern Sakha)

## Egipte Mitjà
- Abusir al-Melek
- Akoris (modern Tihna al-Djebel)
- Amarna (Tell al-Amarna) (Antic egipci: "Akhetaten")
- Ankironònpolis (modern Al-Hiba, antic egipci: Teudjoi)
- Antinoòpolis (modern "el-Sheikh 'Ibada")
- Beni Hasan
  - Speos Artemidos (modern Istabl 'Antar)
  - Speos Batn al-Bakarah
- Deir al-Bersha
- Deir al-Gabrawi
- Dishasha
- Regió de Faium o Oasi del Faium (Al-Fayyum) 
  - Kom Aushim o Karanis
  - Dimai
    - Soknopaiou Nesos
    - Qasr al-Sagha

  - Qasr Qarun
    - Temple de Dionysias

  - Abgig
    - Obelisc de Senusret I

  - Medinet Madi o Narmouthis
    - Temple de Renenutet

  - Tell Umm al-Breigat o Tebtunis
  - Batn Ihrit o Theadelphia
  - Hawara
    - Piràmide d'Amenemhet III
    - Laberint d'Egipte

  - Byahma o Biahmu
  - Lahun o Al-Lahun (antic Kahun)
    - Piràmide de Lahun

  - Kom Medinet Ghurab
  - Meidum (Maidum)
  - Birket Qarun
  - Cocodrilòpolis (Krokodilopolis) i després Arsinoe (modern el Faium o Medinet al-Fayum, egipci antic: Shedet o Shedit)	
    - Kiman Faris (colina dels jenets)
- Lisht (Al-Lisht)
- Heracleòpolis Magna (modern Ihnasiyyah al-Madinah, antic egipci: Henen-Nesut)
  - Sedment al-Djebel
  - Kom el-Aqarib
  - Seila
- Tombes de Frazer
- Hermòpolis Magna (modern el-Ashmunein, antic egipci: Khmun)
- Hur (antic egipci: Herwer)
- Cusae o Kusae (modern Al-Qusiya, egipci antic Kis)
  - Meir
    - Tombes de Meir
- Licòpolis (Lykopolis) (modern Asyut, antic egipci: Zawty)
- Al-Minya (egipci antic Menat Jufu)
  - Zawyet al-Maiyitin
- Mostagedda
- Oxirrinc (Oxyrhynchos) (modern el-Bahnasa, antic egipci: Per-Medjed)
- Alabastronòpolis (antic egipci: Hutnesut, modern Sharuna)
- Al-Sheikh Said
- Shutb
- Tuna al-Djebel o Tuna al-Gebel.
- Wadi Umm Balad

## Alt Egipte
- Abadiya
- Abidos (Abydos) (Antic egipci: Abedju)
  - Al-Araba al-Madfuna
  - Kom al-Sultan
  - Umm al-Qa'ab
  - Temple d'Osiris a Abidos
  - Temple de Seti I a Abidos
  - Temple de Ramsès II a Abidos
  - Temple portal de Ramsès II a Abidos
  - Temple de Tuthmosis III a Abidos
  - Temple de Sesostris III a Abidos
  - Temple d'Ahmose I
- Adaïma
- Afroditòpolis (modern Gebelein, antic egipci: Per-Hathor)
- Anteòpolis (Antaeopolis) (modern Qaw el-Kebir, antic egipci: Tjebu o Djew-Qa)
  - Djebel al-Haridi
- Apol·linòpolis Parva (modern Qus, antic egipci: Gesa o Gesy)
- Athribis (modern Wannina, antic egipci: Hut-Repyt)
- Beit Khallaf
- Coptos (Koptos), (modern Qift, antic egipci: Gebtu)
- Denderah (modern Dendera, antic egipci: Iunet o Tantere)
  - Temple d'Hathor de Denderah
- Diamet
- Diòspolis Parva (Modern:"Hiw, antic egipci: Hut-Sekhem)
- Djebel al-Silsila (Antic egipci: Khenu)
- Edfú (Apol·linòpolis Magna o Apol·lonòpolis Magna) (modern Edfú, antic egipci: Djeba i després Mesen)
- El-Kab o Al-Kab o Al-Qab (Eileithyaspolis) (modern Elkab, antic egipci: Nekheb)
- Esna (Latòpolis), antic egipci: Iunyt, Senet, Ta-senet)
  - Temple de Khnum
- Gebelein
- Al-Hawawish
- Hermonthis (modern Armant, antic egipci: Iuny)
- Hieracòmpolis (modern Kom el-Ahmar, antic egipci: Nekhen)
  - Necròpolis de Kom al-Ahmar
- Khemmis o Panòpolis (modern Akhmin, Antic egipci: Ipu o Khent-Min)
- Khenoboskion (modern Nag Hammani)
- Kom Ombo (Ombos) (modern "Kom Ombo", antic egipci: Nubt)
  - Temple de Kom Ombo (o de Sobek i Aroeris o Apol·lo)
- Karnak (egipci antic: Ipet-Isut)
  - Temple de Karnak
    - El gran temple d'Amon o Amon-Ra
      - El temple de Khonsu
      - El temple d'Opet
      - Temple de Ptah
      - Temple d'Osiris de Taharqa
      - Temple del Festival d'Amenhotep II
      - Temple d'Osiris Hek-Djet
      - Temple de Ramsès II

    - El temple de Mut
      - Temple de Khonsupakherod (conegut com a temple A)
      - Temple de Ramsès III (conegut també com a Temple C)
      - Temple d'Amon-Kamutef
      - Llac Sagrat Isheru

    - El temple de Montu
      - Temple de Monut
      - Temple de Ma'at
      - Temple d'Harpara
      - Temple de Tuthmosis I a Karnak

    - Temple d'Amenhotep IV
- Luxor (Tebes) (modern Luxor, Antic egipci: Niwt-rst o Waset o Ueset")
  - Temple de Luxor
  - Capella d'Acoris
  - Capella romana de Luxor
  - Vall dels Reis
  - Vall dels nobles
    - Gurnat Murrayi
    - Sheikh Abd al-Gurnah
    - Al-Khokha
    - Asasif
    - Dra Abu al-Naga
    - Al-Tarif (conegut com a necròpolis dels Antef)

  - Temples de Deir al-Bari
    - Temple de Mentuhotep
    - Temple de Hatshepsut
    - Temple de Tuthmosis III

  - Ramesseum
  - Temple de Ramsès III
  - Temple de Ramsès IV
  - Temple de Tuthmosis I
  - Temple de Tuthmosis II
  - Temple de Tuthmosis III
  - Temple de Tuthmosis IV
  - Temple d'Amenhotep I
  - Temple d'Amenhotep II
  - Temple d'Amenhotep III
  - Temple de Nebwenenef
  - Temple de Siptah
  - Temple de Tawosret
  - Temple de Merneptah
  - Temple d'Ai
  - Temple d'Horemheb
  - Temple de Wadjmose
  - Temple del Nord
  - temple del Sud
  - Capella de la Reina Blanca
  - Colossos de Memnon
  - Deir al-Madinah
  - Vall de les Reines
  - Madinet Habu
  - Palau de Malkatta
  - Temple d'Hathor
  - Temple romà de Deir Shelwit
  - Qasr al-Aguz
    - Temple de Thoth
- Djebel Tjawty
- Al-Mo'alla (Antic egipci: Hefat)
- Naga ed-Deir
- Nag al-Madamud (Antic egipci: Mabu)
- Naqada (Ombos) (modern Kuth, antic egipci: Nubt)
- Al-Salamuni
- Shanhur
- Tarkhan
- Tinis (modern probablement Girga, egipci antic Tyeny)
- Tufium (Tuphium) (modern Tod, antic egipci: "Djerty")

## Baixa Núbia
- Abu Simbel
- Assuan (Aswan) (nom grec antic: Siene" o Syene, egipci antic Sunu)
  - Agilkia
  - Elefantina (egipci antic: Abu)
    - Temple de Knum o Khnum

  - Kalabsha
  - Files
  - Qubbet al-Hawa
  - Sehel
- Amada
- Aniba (nom antic: 'Miam)
- Basa
- Beit al-Wali
- Contra Pselchis (modern Quban o Kubban o Qubban, antic egipci: Baki)
- Debod
- Djebel Sheikh Suleiman
- Derr
- Faras (nom grec: Pachoris)
- Gammai
- Gerf Hussein
- Ibhat
- Ibshek
- Kalabsha (modern Beit el-Wali)
- Al-Lessiya
- Medja
- Premnis o Primis (modern Qasr Ibrim o Ibrim)
- Pselchis (modern el-Dakka, antic egipci: Pselqet)
- Wadi al-Sabua
- Sayala
- Taphis (modern Tafa)
- Toshka
- Tutzis (modern Dendur)
- Quiosc de Tzitzis (modern Qertassi)

## Alta Núbia
- Amara
- Abahuda (Abu Oda)
- Aksha (Serra)
- Aniba
- Askut
- Buhen
- Dabenarti
- Dibeira
- Djebel al-Shams
- Ciutat de Dongola
- Dorginarti
- Faras
- Iam (Yam)
- Ikkur
- Kawa (Gematen)
- Kerma
- Kor
- Kubban
- Kumma
- Kurgus
- Meinarti
- Mèroe
- Mirgissa (antic egipci: Iken)
- Napata
  - Nuri
  - Al-Kurru
  - Djebel Barkal
  - Sanam Abu Dom
- Sedeinga (nom antic post-meroític Adeya o Aday o Adaya, egipci antic Hut Tidj o Hut Tiy, meroític At Eye o At Wete)
- Qustul
- Illa de Sai
- Semna (modern Batn al-Hajjar, antic egipci: Het)
- Semna del sud
- Sesebi
- Shelfak
- Soleb
- Tabo
- Tombos
- Uronarti
- Wadi Halfa

## Oasis
- Oasi de Siwa
  - Aghurmi
  - Al-Zeitun
  - Djebel al-Mawta
  - Qaret al-Musabberin
  - Umm al-Ebeida
- Bahriya
  - Al-Qasr (Al-Qasr al-Saiyad) (antiga Psobthis)
  - Al-Haiz (Al-Hayz)
  - Al-Bawiti o Bawiti
  - Ain el-Muftella
  - Temple d'Alexandre el Gran
  - Temple de Bes
  - Temple d'Hèrcules de Bahariya
  - Tomba de Bannantiu
  - Toma de Zedamonefankh
  - Vall de les mòmies daurades
- Farafra
  - Ain Al-Wadi
- Dakhla
  - Amheida
  - Balat
  - Deir al-Hager
  - Kellis (modern Ismant el-Kharab)
  - Mut al-Kharab
  - Qaret al-Muzawwaqa
- Kharga
  - Baris
  - Djebel al-Teir
  - Hibis
  - Kisis (Kysis) (modern Dush)
  - Nadurs
  - Qasr al-Ghueida
  - Qasr Zaiyan

## Sinaíi frontera
- Bessor
- Ezbet al-Tell
- Halif (Tell Halif)
- Maghara
- Nahal Tillah
- Palmahim
- Rud al-Air
- Serabit al-Khadim
- Tel Erani
- Tel Kedwa
- Tel Lod
- Tel Malhata
- Tell es-Sakan
- Wadi al-Arish

## Desert oriental d'Egipte
- Wadi Gasus
- Wadi Hammamat
- Leukos Limen o Myos Hormos (modern Quseir al-Qadim antic egipci Duau)
- Wadi Mineh
- Wadi Qash